# کیسوکه فوناتانی
کیسوکه فوناتانی (انگلیسی: Keisuke Funatani؛ زادهٔ ۷ ژانویهٔ ۱۹۸۶) بازیکن فوتبال اهل ژاپن است.
از باشگاه‌هایی که در آن بازی کرده‌است می‌توان به باشگاه فوتبال ساگان توسو و باشگاه فوتبال جوبیلو ایواتا اشاره کرد.